# Unione Sportiva Pergocrema 1932 2008-2009
Questa voce raccoglie le informazioni riguardanti l'Unione Sportiva Pergocrema nelle competizioni ufficiali della stagione 2008-2009.

## Rosa
| N. |                   | Ruolo | Calciatore          |
| -- | ----------------- | ----- | ------------------- |
|    | Italia (bandiera) | A     | Alessandro Andreini |
|    | Italia (bandiera) | A     | Christian Araboni   |
|    | Italia (bandiera) | A     | Luca Becchetti      |
|    | Italia (bandiera) | C     | Giacomo Bonaventura |
|    | Italia (bandiera) | A     | Roberto Bonazzi     |
|    | Italia (bandiera) | C     | Cristian Boscolo    |
|    | Italia (bandiera) | C     | Massimo Brambilla   |
|    | Italia (bandiera) | P     | Pierluigi Brivio    |
|    | Italia (bandiera) | C     | Paolo Facchinetti   |
|    | Italia (bandiera) | D     | Andrea Federici     |
|    | Italia (bandiera) | D     | Claudio Finetti     |
|    | Italia (bandiera) | A     | Lauro Florean       |
|    | Italia (bandiera) | C     | Niccolò Galli       |
|    | Italia (bandiera) | C     | Marco Garavelli     |

| N. |                    | Ruolo | Calciatore            |
| -- | ------------------ | ----- | --------------------- |
|    | Italia (bandiera)  | D     | Daniele Ghidotti      |
|    | Italia (bandiera)  | C     | Alex Guerci           |
|    | Italia (bandiera)  | A     | Giuseppe Le Noci      |
|    | Italia (bandiera)  | C     | Andrea Marconi        |
|    | Francia (bandiera) | A     | Roland Pacone Ossohuo |
|    | Italia (bandiera)  | C     | Paolo Pellegrini      |
|    | Italia (bandiera)  | A     | Nicolò Pezzotta       |
|    | Italia (bandiera)  | D     | Fabio Pilleri         |
|    | Italia (bandiera)  | C     | Andrea Quaresmini     |
|    | Italia (bandiera)  | D     | Stefano Ragnoli       |
|    | Italia (bandiera)  | D     | Francesco Rossi       |
|    | Italia (bandiera)  | P     | Danilo Russo          |
|    | Italia (bandiera)  | C     | Filippo Sambugaro     |
|    | Italia (bandiera)  | A     | Michele Tarallo       |